# マイ・サイエンス・プロジェクト
『マイ・サイエンス・プロジェクト』（My Science Project）は、1985年のアメリカ合衆国のSF冒険コメディ映画。ジョン・ストックウェル、ダニエル・フォン・ゼルネック、フィッシャー・スティーヴンス、ラファエル・スバージ、デニス・ホッパー出演。

## ストーリー
1957年、謎の物体がドーソン空軍基地内を暴れ回った後、迎撃機に追跡されて砂漠に落下する。基地の軍人はホットラインでドワイト・D・アイゼンハワー大統領を呼び、謎の飛行物体を大統領に見せて状況を説明する。そして、軍人がその物体に乗っていた生物の残骸を発見したことを話すと、大統領からマスコミに知られる前にその飛行物体を隠すよう指示され、軍人はそれを実行する。
時は過ぎ1985年、ある高校ではボブ・ロバーツ先生による科学の授業が行われ、卒業まであと2週間の生徒たちはロバーツ先生から以前出された卒業研究レポート（サイエンス・プロジェクト）の進捗状況を聞かれていた。研究テーマが決まった優等生のエリー・ソイヤーやシャーマンはレポートを進めていたが、科学が苦手なマイケル・ハーランはテーマが決まらずレポートに全く手をつけていなかった。授業後にロバーツ先生に呼び止められたマイケルは、研究レポートを提出しないと卒業できないと伝えられたうえで頑張るように言われる。ロバーツ先生が学生時代を思い出している間に逃げ出したマイケルは恋人のクリスタルに話しかけるが、車にばかり気を向けるマイケルに愛想を尽かした彼女は彼を振る。落ち込んだマイケルが自動車工場に向かっていると、シャーマンに告白されながら卒業アルバム用の取材をしているエリーに話を聞かれる。話す気分じゃないと拒んでもつきまとってくるエリーの質問に、マイケルは歩きながら渋々答える。自動車工場でマイケルが作業をしていると、そこに彼の友人であるヴィンス・ラテロが現れてクリスタルとのことを尋ねられるが、マイケルは彼女の気持ちが分からないと言い、整備した車で帰宅する。途中でエリーの車が立ち往生しているのを見つけたマイケルが彼女の車のエンジンを調べると、ディストリビューターのキャップが故意に外されており、クラスから地味な子に思われたくないエリーがマイケルをデートに誘おうとしてわざとやったことを告白する。他の生徒と仲良くするクリスタルを見たマイケルはデートを了承し、夜の8時に家の前で待ち合わせることを約束する。
家に帰ったマイケルは、ドロレスという女性といちゃついている父親のリューにデートに行くことを知らせ、外出する。エリーとドーソン空軍基地に訪れたマイケルは基地内に侵入し、以前は陸軍訓練場だった廃棄場に向かう。そこでマイケルが研究テーマになるような物がないか探していると、突然地面に穴が空いて彼は落下する。すると落ちた先には謎の空間があり、マイケルがそこを調査した結果、光る物体を発見する。警備員に見つかった2人はその物体を持って基地から逃げ出すが、車のエンジンが突如壊れ、町の手前で止まってしまう。通りかかった車から無線を借りてヴィンスを呼んだマイケルは、彼の車に自分の車を押してもらい、町に行く。エリーと仲良くなったマイケルは彼女を家に送るが、それを見ていた彼女を好きなシャーマンは2人を引き離すため、クラスメートと取り引きしていた。翌日、マイケルとヴィンスが基地の物体を学校の自動車工場で操作すると、物体が急に放電してラジカセを破壊する。さらにマイケルがバッテリーで物体に電力を加えると、物体に触れたペンチが消えてエジプトの壺が出現する。驚愕した2人が外に出ると時が2時間進み、期末試験は終わっていた。その現象を調べるために図書室を訪れた2人は、シャーマンからタイム・スペース・ワープについて聞く。マイケルはロバーツ先生に研究の指導を頼み、夜9時に学校で彼と会うことを約束する。その後、エリーに電話したマイケルは彼女をデートに誘い、写真を取るためにカメラを持ってくるように伝える。
夜、マイケルはドロレスにぞっこんなリューを無視して学校に向かい、ヴィンスと自動車工場から物体を持ち出してからエリーと合流すると、ロバーツ先生に物体を見せる。ロバーツ先生はその物体が自ら発電していると言い、少なくとも地球の物ではないと断言する。そしてロバーツ先生がコンセントと物体をつなぐと、出現した青い光がロバーツ先生に取り付き、物体に吸い込まれていった。3人は物体を「ギズモ」と呼び、その暴走を止めるためにマイケルの店からダイナマイトを持ち出し、動力源である電力が通る送電線を破壊する。事態を収拾したと思ったマイケルはヴィンスと別れ、エリーの家の前で彼女にプロポーズする。だが、帰宅したマイケルとヴィンスはロバーツ先生の失踪と送電線破壊への関わりを疑われ、警察署に連行される。マイケルは連行される前にエリーにギズモを警察署へ持ってくるように連絡し、彼女は学校に向かう。しかし、そこに待ち伏せていたシャーマンが、エリーの前でギズモを操作してしまう。すると再びギズモの暴走が始まり、学校は異次元にワープして町中はパニックに陥った。

## キャスト
※括弧内はバンダイ版日本語吹替（ポニー版及びDVD版には未収録）。
- マイケル・ハーラン - ジョン・ストックウェル（江原正士）
- エリー・ソイヤー - ダニエル・フォン・ゼルネック（英語版）（土井美加）
- ヴィンス・ラテロ - フィッシャー・スティーヴンス（牛山茂）
- シャーマン - ラファエル・スバージ（伊藤和晃）
- イザドア・ナルティ刑事 - リチャード・メイサー（山口嘉三）
- リュー・ハーラン - バリー・コービン（内田稔）
- ドロレス - アン・ウェッジワース（英語版）（久保田民絵）
- ボブ・ロバーツ - デニス・ホッパー（吉水慶）
- アイリーン - キャンディス・シルヴァース
- マツスキー - ボー・ドレマン
- クリスタル - パット・シモンズ
- 巡査部長 - ロバート・ドクィ（金尾哲夫）
- ミュータント - マイケル・ベリーマン
- ホールのモニター/エリーの友達 - パメラ・スプリングスティーン
- エイリアンの声 - フランク・ウェルカー
- 不良1 - ジョン・ヴァイダー（田中正彦）
- 不良2 - ヴィンセント・バブアー（宮本充）
- 不良3 - ジェイミー・アルバ（磯辺万沙子）
- ベトコン兵 - アル・レオン

## スタッフ
- 監督・脚本：ジョナサン・ベテュエル
- 製作：ジョナサン・タプリン（英語版）
- 撮影監督：デヴィッド・M・ウォルシュ（英語版）
- プロダクションデザイナー：デヴィッド・L・スナイダー
- 編集：キャロル・ティモシー・オミーラ（フランス語版）
- 衣裳デザイン：ベッツィ・ジョーンズ
- 音楽：ピーター・バーンスタイン（英語版）
- SFXスーパーバイザー：ジョン・シーリ
- コンサルタント：リック・ベイカー
- アニメーション：ジョン・ヴァン・ヴリエット